# TN 71
La TN 71 (abréviation de « tête nucléaire 71 ») est une ogive thermonucléaire de fabrication française utilisée dans les missiles balistiques stratégiques M4-B (six charges TN71 par missile), lancés depuis les sous-marins nucléaires lanceurs d'engins (SNLE) de la classe Le Redoutable.

## Caractéristiques
La puissance unitaire est de 150 kilotonnes et d'une masse de 120 kg, nettement plus légère que la TN 70 qu'elle remplace, augmentant ainsi la portée de son vecteur, et à une signature en télédétection réduite d'un facteur 10 par rapport à celle-ci.

## Historique
Mise en service en 1985 dans les missiles balistiques M4-B, elle a été remplacée à partir d'octobre 1996 par la TN 75 qui équipe les missiles M-45 destinés aux sous-marins nucléaires lanceurs d'engins de nouvelle génération (SNLE-NG).
Il y avait 288 ogives TN 71 actives avant son remplacement en 1996, puis 96 en 2001 et plus aucune en 2004, date à laquelle elle a été retirée du service.